# Lela B. Njatin
Lela B. Njatin, slovenska pisateljica in vizualna umetnica, * 1963, Ljubljana. Lela B. Njatin je umetniški psevdonim Lele Angele Mršek Bajda.

## Literarno ustvarjanje
Literaturo ustvarja od 1976. Središčna tema njene literature je odtujenost.
Za fragmentarni roman Nestrpnost je bila leta 1989 nagrajena s priznanjem zlata ptica za najboljše dosežke mladih ustvarjalcev. V romanu je na podlagi filozofskega premisleka in s središčnim motivom vojne opisan svet odtujenosti, v katerem ni tolerance do samote. Roman demonstrira neideološko paradigmo literarne produkcije z namenom pospeševanja avtentične vloge literature v družbi.
V pravljici Velikanovo srce je odtujenost pričarala kot strah pred soočenjem s čustvi. Pravljica je bila leta 1997 nominirana za nagrado večernica.
V basni Zakaj je babica jezna je kot povod za odtujenost opisan strah pred bolnimi in starejšimi. Basen je bila leta 2013 nominirana za nagrado desetnica.
Smer srca je pripovedka, v kateri je odtujenost prikazana kot produktivno premoščena z zavedanjem o pogojih za svobodo.
Samski blok je naslov teznemu romanu, v katerem razpravlja o vzajemnosti med življenjem in umetnostjo. Uporabila je mnemotehniko, da bi v avantgardnem odmiku  romana od realistične tradicije bralca vpletla v produkcijo literarnega dela preko poroznosti spomina, v katerem se povezujeta realno in imaginarno. Roman s tem strukturno stremi k heteroglosiji. V fabuli izstopa obravnava smrti kot življenjskega dejstva in kot filozofsko utemeljene abstraktne kapacitete. Roman je bil 2022 nominiran za nagrado mira.
Literarni opus B. Njatinove obsega: romane, kratke zgodbe, filmske, odrske in stripovske scenarije, eseje, pesmi in pravljice.
Psevdonim
Lela B. Njatin je umetniški psevdonim Lele Angele Mršek Bajda. B. v psevdonimu ne izhaja iz njenega osebnega priimka, pač pa je del konceptualnega premisleka. Ujemanje črke B. v psevdonimu in začetnice B v osebnem imenu je naključno. Katero besedo okrajšuje B. v njenem psevdonimu, bo umetnica v skladu s konceptom konstrukcije psevdonima razkrila šele v zelo poznem obdobju življenja. Lela Angela Mršek Bajda uporablja umetniški psevdonim Lela B. Njatin od leta 1976 dalje.

### Sodelovanja
1991 sta Zemira Alajbegović in Neven Korda ustvarila prvi slovenski dolgometražni videofilm Nestrpnost (TV Slovenija in Brut film) po predlogi romana Lele B. Njatin Nestrpnost.
2004 je Barbara Novakovič ustvarila predstavo Projekt5/Manifestacija doma (Mestno gledališče ljubljansko in Zavod Museum) po predlogi kratke zgodbe Lele B. Njatin Nebo nad Ljubljano.

### Objave v tujihantologijah
Schnellstrasse, Fernlicht/Hitra cesta, Ostra luč, Kovič, Grafenauer, Šalamun, Jančar, B. Njatin; The Day Tito Died, Jančar, Gradišnik, Virk, B. Njatin, Blatnik (Forest Books, London 1993); The Third Shore, Women's Fiction from East Central Europe, antologija desetih pisateljic (Northwestern University Press, Evanston 2005). Izstopa tudi njena objava v monografiji o Antonyju Gormleyju.

## Vizualno ustvarjanje
Prva vizualna dela je ustvarila med 1977 in 1984. Začela je z ustvarjanjem konkretne poezije (antologije Westeast in druge kolektivne internacionalne samozaložbe), nadaljevala pa kot konceptualna umetnica.
Od leta 2010 dalje se osredotoča na performativna (Nisem hotel vedeti, a izvedel sem)  ali sestavljena dela o kolektivnem spominu (Strelišče. Plati plasti), fragmentarni identiteti, nematerialnem značaju umetnosti (Odsotnost. Hommage à Igor Zabel), razmerjih institucije-umetnost (Beseda velja), o umetnosti v urbanem prostoru (Mestni vrh. Fiksiranje točke) ter o umetnosti kot obljubi/prezentaciji smisla (Obljuba resnice. Portret matere).
Prvo samostojno razstavo z naslovom Kulturna identiteta Kočevja. O umetnosti je imela leta 2013 v Pokrajinskem muzeju Kočevje. Istega leta je bila njena druga samostojna razstava Nisem hotel videti, a uvidel sem v Galeriji Vžigalica/MGML, Ljubljana.
Samostojno je razstavljala še v Galeriji Gallery, Ljubljana, Galeriji Miklova hiša, Ribnica, Galeriji P74, Ljubljana, Galeriji Hiše kulture v Pivki, Pilonovi galeriji, Ajdovščina, Pokrajinskem muzeju Murska Sobota, Savinovem likovnem salonu, Žalec, idr.
Opazen je tudi njen prispevek h grafičnim umetnostim. 2022 je bilo njeno delo One must rely on Art izbrano za mednarodno selekcionirano pregledno razstavo sodobne produkcije v Sloveniji Odtisi in vtisi II, njeno delo Z levo roko pa je bilo 2005 uvrščeno v pregledno razstavo Avantgardni in alternativni tiski v Sloveniji od konceptualizma do danes, oboje v MGLC, Ljubljana.
V njenem vizualnem opusu izstopa način, kako raziskuje lokalna okolja. Obravnava splet specifičnih socialnih, zgodovinskih in metafizičnih fenomenov, pri tem pa vzpostavlja močno občutje sovpadanja najbolj notranjega in najbolj zunanjega, ki ga najbolje opiše izraz ekstimnost. Njena dela delujejo kot likovne in umetniške prispodobe kulturne in socialne zgodovine, hkrati pa so materializacija umetničinega spomina.
2016 je za umetniško ustvarjanje prejela Priznanje Občine Kočevje Deklica s piščalko.

### Sodelovanja
1981 je razstavljala skupaj z Matjažem Marincljem, Vitom Oražmom, Ljubico Pavlovec, Andrejem Trobentarjem, Rudijem Uranom in Matjažem Weissom na razstavi DASEVIDIDASENEKIDELA v Likovnem salonu Kočevje.
1983 je ustvarila alternativno modno revijo Linije sile skupaj z Lidijo Bernik, Tanjo Lakovnik in Marijo Mojco Pungerčar v Galeriji ŠKUC, Ljubljana.
2014 je Rudi Uran ustvaril kratkometražni režirani dokumentarec Streli v Kočevju (Studio Kramberger Uran, Maribor) o razstavi Lele B. Njatin Narod si bo pisal sodbo sam.

### Samostojne razstave v tujini
Djevojka sa pištaljkom. Koliko drugih je u meni, koliko mene je u drugima. Institute for Contemporary Art, Zagreb 2015
Subverzivno tijelo. Konceptualna djela 1977-2015. Muzej suvremene umjetnosti Zagreb, Zagreb 2016